# Deniz Tepe (sit SCI)
Deniz Tepe este o arie protejată (arie specială de conservare — SAC, sit de importanță comunitară — SCI) din România, desemnată în scopul protejării biodiversității și menținerii într-o stare de conservare favorabilă a florei spontane și faunei sălbatice, precum și a habitatelor naturale de interes comunitar aflate în arealul zonei de protecție. Aceasta se întinde în sud-estul țării (Dobrogea), pe teritoriul administrativ al județului Tulcea.

## Localizare
Aria naturală se află în partea central-estică a județului Tulcea și cea sudică a satului Lăstuni, aproape de drumul național DN22 care leagă orașul Babadag de municipiul Tulcea.

## Înființare
Zona a fost declarată sit de importanță comunitară prin Ordinul Ministerului Mediului și Dezvoltării Durabile Nr.1964 din 13 decembrie 2007 (privind instituirea regimului de arie naturală protejată a siturilor de importanță comunitară, ca parte integrantă a rețelei ecologice europene Natura 2000 în România) și se întinde pe o suprafață de 414,4 hectare. Situl a fost protejat și ca arie specială de conservare în mai 2022.

## Biodiversitate

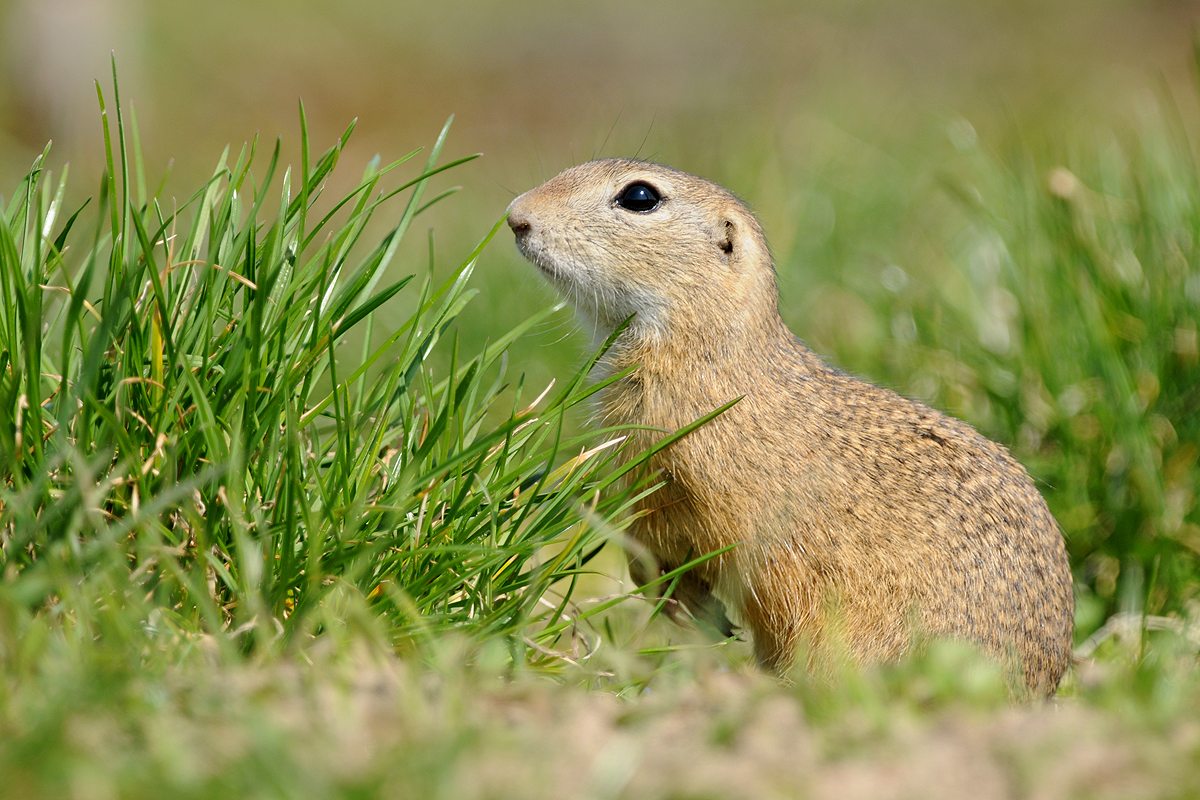
Popândău comun (Spermophilus citellus)

Aria protejată reprezintă o suprafață (bioregiune geografică stepică -  pajiști naturale, stepe, tufărișuri, terenuri arabile cultivate) ce adăpostește faună și floră și conservă tufărișuri de foioase și stepe ponto-sarmatice, habitate naturale care au stat la baza desemnării sitului.
Printre speciile faunistice semnalate în arealul sitului se află o reptilă cunoscută sub denumirea populară de balaur mare (Elaphe sauromates) și popândăul comun (Spermophilus citellus), o rozătoare din familia Xerinae.
La nivelul ierburilor sunt întâlnite specii floristice cu exemplare de clopoțel dobrogean (Campanula romanica, specie endemică pentru zona sud-estică a țării), sâmbovină (Celtis glabrata) sau  rogozuri cu specii de păiuș (Festuca callieri).